# Огболе, Майкл
Майкл Оче Огболе (англ. Michael Oche Ogbole; род. 25 августа 2002, Макурди) — нигерийский футболист, нападающий.

## Карьера
Начинал выступать футболист на любительском уровне за казахстанский клуб «Глобал Спорт». В марте 2024 года футболист прибыл на просмотр в могилёвский «Днепр». В конце марта 2024 года футболист официально присоединился к белорусскому клубу, подписав контракт до конца сезона. Дебютировал за клуб футболист 29 марта 2024 года в матче против дзержинского «Арсенала», выйдя на замену на 68 минуте. 30 июня в матче против «Ислочи» отметился дебютным голом за Днепр.